# Zemsta nietoperza

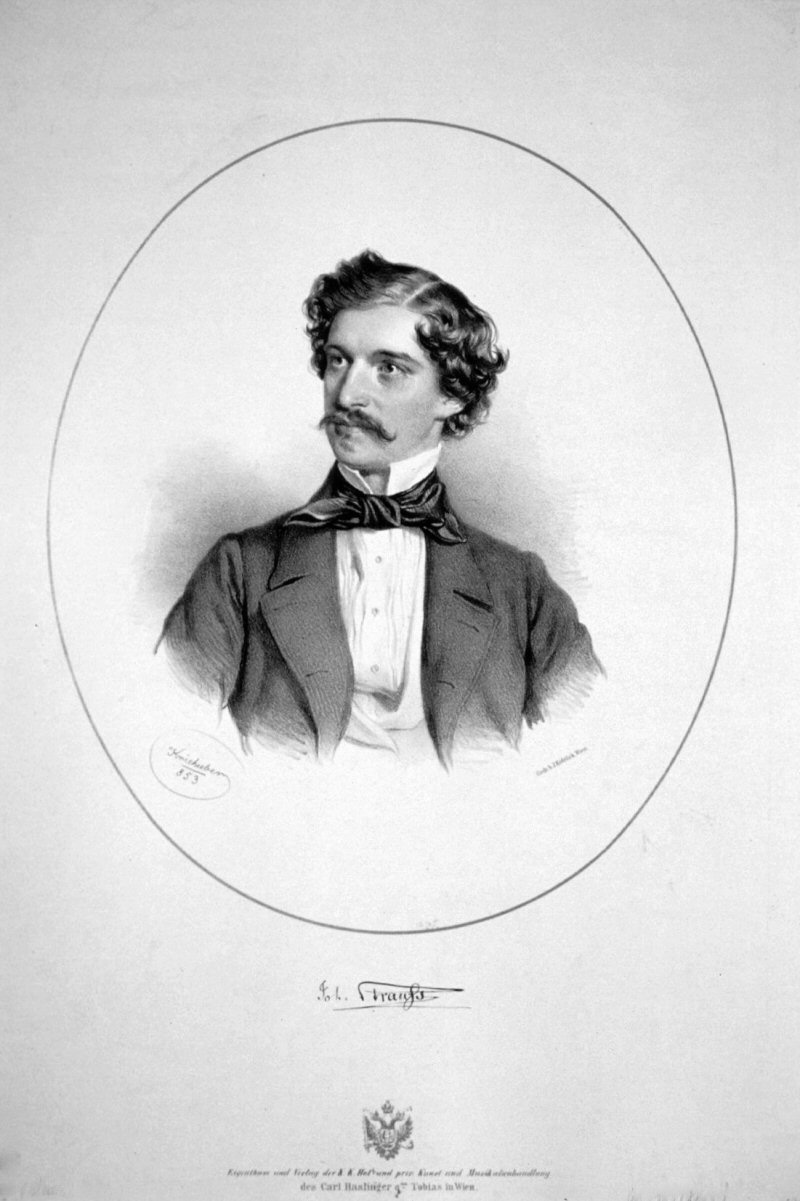
Johann Strauss syn

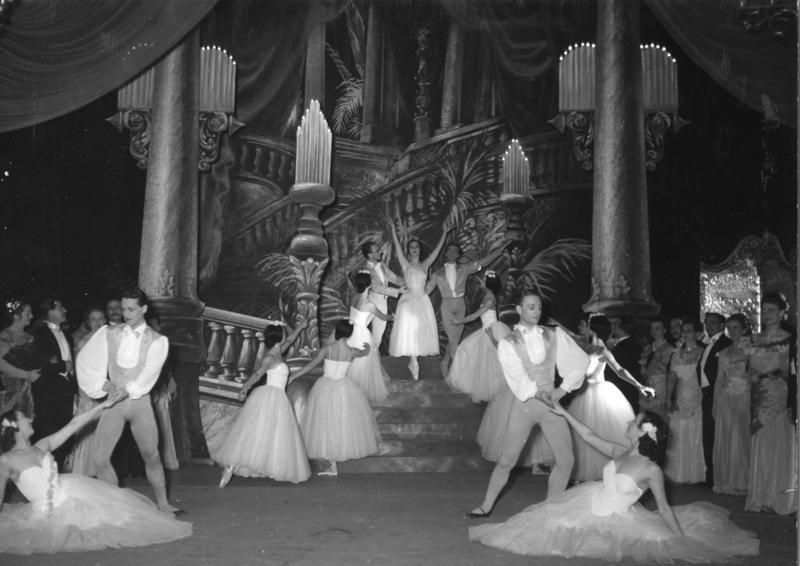
Inscenizacja operetki w Düsseldorfie w 1954 r.

Zemsta nietoperza lub Zemsta Nietoperza (niem. Die Fledermaus) – operetka Johanna Straussa syna. Premiera operetki odbyła się 5 kwietnia 1874 w Theater an der Wien w Wiedniu. Autorami libretta, według francuskiego wodewilu Le Réveillon Henriego Meilhaca i Ludovica Halévy’ego, są Karl Haffner i Richard Genée.

## Osoby
- Gabriel von Eisenstein – wiedeński finansista
- Rosalinda – żona Eisensteina
- Adela – ich pokojówka
- Ida – siostra Adeli, zawodowa tancerka
- Frank – dyrektor więzienia
- Dr Falke – przyjaciel Eisensteina (tytułowy „Doktor Nietoperz”)
- Dr Blind – adwokat Eisensteina
- Alfred – śpiewak, tenor, były ukochany Rosalindy
- Orlofsky – znudzony życiem i spędzający czas na hulankach młody książę
- Frosch – strażnik w miejskim więzieniu

## Streszczenie
Gabriel von Eisenstein jest znanym, również ze swojego temperamentu, wiedeńskim finansistą. Ma on trafić do aresztu za uderzenie poborcy podatkowego i obrazę sądu. Tymczasem jego przyjaciel, Dr Falke organizuje wraz z młodym arystokratą – księciem Orlofskym bal. Jest to w rzeczywistości pretekst do ośmieszenia Eisensteina w ramach rewanżu za złośliwy żart swojego przyjaciela. Intryga polega na tym, że Falke wśród gości zaprasza w innych rolach domowników Eisensteina. Służąca (Adela) będzie wytworną damą, żona (Rosalinda) pojawi się w masce i ma być przedstawiona jako węgierska księżna. Falkemu udaje się przekonać Eisensteina, by ten potajemnie wybrał się na bal, a w więzieniu stawił się rano. Do domu Eisensteina przybywa jednak po aresztanta dyrektor więzienia Frank. Bierze on za pana domu śpiewaka Alfreda, który wykorzystując sytuację, znów próbuje zdobyć względy dawnej ukochanej, Rosalindy. Alfred trafia do miejskiego aresztu, a Rosalinda może się szykować na bal. Tymczasem sam Eisenstein próbuje na przyjęciu uwieść niemal wszystkie damy, w tym Adelę i Rosalindę, zawiera na tym balu także serdeczną przyjaźń z dyrektorem więzienia, do którego ma trafić – obaj na przyjęciu są „francuskimi markizami” – Renardem i Chagrinem. Także Adela chce wykorzystać bal na swoją korzyść, próbuje znaleźć protektora, który wprowadzi ją do świata teatru, dlatego też nawet rozpoznana przez swojego pracodawcę z powodzeniem udaje oburzenie. Rosalinda, żona Eisensteina, poznaje natomiast lepiej prawdziwą naturę swojego męża. Wszystko jednak wyjaśnia się rano, na końcu operetki.